# Народний Малахій (фільм)
«Народний Малахій» — український комедійний фільм-вистава режисера Ростислава Синько, знятий за однойменною п'єсою Миколи Куліша на кіностудії «Укртелефільм» у 1991 році.

## Сюжет
Дії відбуваються у часи українізації, наприкінці 1920-х років. Це історія однієї божевільної людини, що живе в такому же шаленому світі.

## У ролях
- Валерій Івченко — Малахій
- Тамара Яценко — дружина Малахія/Аполінара
- Наталя Бабенко — донька Малахія
- Ірина Дорошенко — донька Малахія
- Ольга Суржа — донька Малахія
- Яків Сиротенко — кум Малахія
- Раїса Недашківська — Агапія
- Ольга Сумська — Оля
- В'ячеслав Сумський — закликальник у закладі
- Валерій Нєвєдров — червоний комісар